# Nalongo and Nupani
Nalongo and Nupani è un piccolo atollo corallino nel Mar dei Coralli, ubicato a circa 65 km a ovest delle Reef Islands, nelle Isole Salomone. 
Amministrativamente fa parte della Provincia di Temotu.
L'atollo racchiude una laguna. Le due isolette emerse lungo il bordo della barriera corallina sono Nupani (conosciuta anche con il nome di Nimba) e Nalongo.
Nalongo è disabitata, mentre la popolazione di Nupani è di circa 100 abitanti.
Alcuni indigeni sfruttano la vicina isola di Tinakula per la raccolta della frutta.